# 米娜·怀利
米娜·怀利（英語：Mina Wylie，1891年6月27日—1984年7月6日），澳大利亚女子游泳运动员，主攻自由泳。她曾代表澳大拉西亚参加1912年夏季奥林匹克运动会游泳比赛，获得女子100米自由泳银牌。